# 切崔河
切崔河是俄羅斯的河流，屬於勒拿河的右支流，由伊爾庫茨克州負責管轄，河道全長231公里，流域面積約6,290平方公里，發源自外興安嶺，河水主要來自融雪和雨水。